# 13396 Midavaine
13396 Midavaine eller 1999 RU38 är en asteroid i huvudbältet som upptäcktes den 11 september 1999 av den franske astronomen Laurent Bernasconi i Saint-Michel-sur-Meurthe. Den är uppkallad efter amatörastronomen Thierry Midavaine.
Asteroiden har en diameter på ungefär 5 kilometer.